# Provenzal (occitano)
| Provenzal Vivaro-Alpino Languedociano en cha Auvernés Limosín Languedociano Gascón |

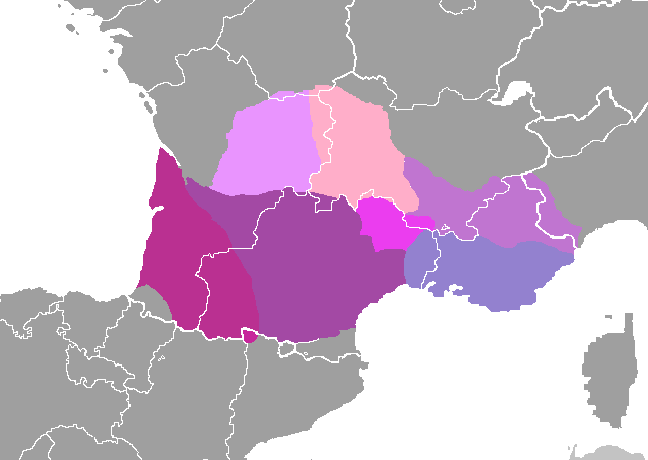
Dialectos del occitano, el provenzal se corresponde con la región morada situada al sureste:
Provenzal
Vivaro-Alpino
Languedociano en cha
Auvernés
Limosín
Languedociano
Gascón

El provenzal, autoglotónimo [pʀuveⁿsˈaw], escrito provençau en ortografía clásica, o prouvençau en ortografía mistraliana) es un dialecto o variedad regional del idioma occitano, que en la actualidad habla una minoría de la población en el sureste de Francia, en la antigua provincia francesa de la Provenza, territorio al cual se suma la región oriental del Languedoc (zona de Nîmes), en Francia.
Muchas veces, la palabra «provenzal» se usa comúnmente para referirse a todos los dialectos del occitano.
La mayoría de los lingüistas no incluyen en el provenzal las hablas de los altos valles del Piamonte en el noroeste de Italia (Val Maira, Val Varacha, Val d'Estura, Entraigas, Limon, Vinai, Sestriere), sino que las considera como parte del dialecto vivaroalpino.

## Literatura
La literatura provenzal moderna fue impulsada por el laureado Premio Nobel Frédéric Mistral y la asociación Félibrige, que fundó con otros escritores. Entre los escritores modernos en provenzal se destacan Robert Lafont, Pierre Pessemesse, Claude Barsotti, Max-Philippe Delavouët, Philippe Gardy, Florian Vernet, Danielle Julien, Jòrgi Gròs y muchos otros.

## Música
El magnífico oratorio pagano Carmina Burana, del músico alemán Carl Orff (1895-1982), basado en poemas y leyendas del siglo XIII, está escrito en varias lenguas, latin, provenzal y alemán.